# مارك إف. غرين
مارك إف. غرين (بالإنجليزية: Mark F. Green)‏ هو محامي أمريكي، ولد في 1953 في فورت سميث في الولايات المتحدة.